# Zeche Gute Hoffnung VI
Die Zeche Gute Hoffnung VI ist ein ehemaliges Steinkohlenbergwerk in Löttringhausen. Die Zeche war eine Kleinzeche und ist aus der Zeche Wilhelm III entstanden. Die Zeche befand sich an der Hagener Straße 476 und war nur wenige Jahre in Betrieb.

## Bergwerksgeschichte
Am 1. Mai des Jahres 1955 wurde die Zeche Wilhelm III in Betrieb genommen. Der Besitzer dieser Kleinzeche war Wilhelm Schneider. Im Jahr darauf wurden mit 18 Bergleuten 1924 Tonnen Steinkohle abgebaut. Im Jahr 1960 wurde von 13 Bergleuten die maximale Förderung der Zeche Wilhelm III erbracht, sie betrug in diesem Jahr 3248 Tonnen Steinkohle. Im Jahr darauf wurde die Zeche Wilhelm III umbenannt in Zeche Gute Hoffnung VI. Neuer Besitzer der Kleinzeche wurde Erwin Schmidt. Im Jahr 1962 wurden mit 15 Bergleuten 1701 Tonnen Steinkohle gefördert. Im Jahr 1964 wurden mit 13 Bergleuten 2140 Tonnen Steinkohle abgebaut. Am 15. April des Jahres 1965 wurde die Zeche Gute Hoffnung VI stillgelegt.